# Dnevnik (Macédoine du Nord)
Dnevnik (en macédonien Дневник, qui signifie « quotidien ») est le principal quotidien en Macédoine du Nord. Il tire 60 000 exemplaires par jour en semaine et 70 000 le week-end, et son siège est à Skopje. Il est édité par une société privée, Krug, et il a sorti son premier numéro le 20 mars 1996. Il est politiquement indépendant et appartient à WAZ-Mediengruppe, un groupe allemand.